# Bomba (sztuka teatralna)
Bomba – sztuka offowa autorstwa Macieja Kowalewskiego, jej premiera miała miejsce 9 kwietnia 2006 roku w klubie M25. Obecnie sztuka wystawiana będzie w Teatrze Montownia.

## Przegląd treści
Bomba przedstawia polskie społeczeństwo czasów III Rzeczypospolitej. Akcja toczy się na nieokreślonym bliżej wschodzie kraju, wśród społeczności lokalnej. Jej problemy nie różnią się od problemów całej ściany wschodniej. Wysokie bezrobocie czy brak perspektyw to problemy, które paraliżują ludzi i pozbawiają ich wszelkiej aktywności. Jedynym miejscem, które napawa jeszcze miejscowych nadzieją jest opuszczona fabryka. Jest to miejsce szczególne. Świeci tam żarówka rekordzistka, jedyny przedmiot wiary dla mieszkańców. Staje się ona przedmiotem kultu. To ona pokazuje piękną przeszłość i daje nadzieję na lepsze jutro. Jedynie młode pokolenie wydaje się żyć w rzeczywistości, co nie oznacza, że ma ono większe szanse na lepszą przyszłość. Tak określona struktura zaczyna się walić, kiedy do miasta przybywają Amerykanie.

## Obsada
- Ewa Szykulska / Ewa Florczak - dyrektorowa
- Maria Seweryn - Dorota Basińska
- Elżbieta Jarosik - Halina Ciura
- Anna Mucha - Kitty
- Izabela Kuna - redaktor Justyna
- Grażyna Zielińska - pani Honorata
- Joanna Gleń - Ela
- Agnieszka Roszkowska / Marta Gajko - Jolanta Pikuła
- Hanna Zientara - Pciuch Barbara
- Marian Kociniak - Ciura
- Włodzimierz Press - ksiądz Hendryk
- Sławomir Orzechowski - dyrektor
- Rafał Mohr - reżyser
- Bartosz Żukowski - Bartek Ciura
- Tomasz Tyndyk / Jacek Wytrzymały - Karol
- Mirosław Zbrojewicz / Krzysztof Kiersznowski - Zenon Konserwator
- Tomasz Karolak / Maciej Kowalewski - Klimas Ksawery
- Łukasz Simlat - Darek
- Arkadiusz Janiczek / Michał Piela - Zbigniew Basiński
- Karol Wróblewski - Jelita Roman
- Dariusz Dobkowski / Olga Chajdas - pirotechnik
- Marcin Janos-Krawczyk - Franciszek